# Fergie
Stacy Ann Ferguson, més coneguda pel nom artístic Fergie (Whittier, Califòrnia, 27 de març de 1975), és una cantant i actriu estatunidenca, que formà part del grup format per tres dones Wild Orchid des de meitats dels 90 fins al 2001, quan es van separar, havent obtingut un èxit moderat als EUA. En 2003, Fergie s'uní al grup Black Eyed Peas, amb el qual ha obtingut molts èxits internacionalment.
Durant el 2006 va començar la seva carrera com a solista, però, deixant clar que no se separava dels Black Eyed Peas, i que pel quart trimestre del 2008 traurien un altre disc junts.
Més endavant va debutar com a actriu a diverses pel·lícules. Al remake de Posidó, on també va actuar com a cantant, va compondre 2 cançons per a la seva banda sonora. També va interpretar el paper de Saraghina a la pel·lícula musical Nine (2009).

## Discografia
- Amb Wild Orchid va vendre més de 2.500.000 de discs arreu dels Estats Units i 600.000 a la resta del món amb uns 3 discos i un recopilatori.
- Amb Black Eyed Peas, van treure 2 àlbums d'estudi Elephunk i Monkey Business i 1 DVD's, a part del Greatest Hits llançat per iTunes, l'LP Renegotiations:The Remixes, i els 2 discs que van treure abans que hi arribés na Fergie. D'Elephunk se n'han venut fins al maig del 2007 uns 8.500.000 discs, i de Monkey Business, de moment hi ha uns 12.500.000 Cd's despatxats.

### The Dutchess
Aquest és el nom del seu reeixit àlbum debut, del qual ja se n'han desprès tres senzills. Els gèneres del disc són el Pop, Pop-Rap, R&B, Hip-Hop, algun element de Dance, i alguna Balada.
Els senzills són:
1. London Bridge
2. Fergalicious (amb will.i.am)
3. Glamorous (amb Ludacris)
4. Big Girls Don't Cry
5. Clumsy
6. Here I Come (amb will.i.am)
7. Finally (amb John Legend)
8. Party People (amb Nelly)
9. Labels Or Love

Aquest disc ha venut uns 6.700.000 exemplars al món i n'ha subministrat gairebé 7.500.000.

### Altres cançons i col·laboracions
Recentment Fergie ha fet un duet amb el cantant de Reggaeton Daddy Yankee, per al seu nou disc El Cartel:The Big Boss, i la cançó resultant ha sigut Impacto, que de moment ha arribat al núm. 2 del Billboard Hot Latin Songs durant 4 setmanes. A més va entrar al Billboard Hot 100 al núm. 95, i en poques setmanes va pujar fins al 56, una posició molt bona tenint en compte que la major part de la lletra és en espanyol.
També ha fet una cançó per la banda sonora de Shrek Tercer, de nom Barracuda, que és un remake d'una cançó rock (la versió de Fergie també és de tipus rock).
Una altra col·laboració ha estat «All Night Long» amb el rapper americà P. Diddy pel seu àlbum d'estudi Press Play.
Cap a finals de març de 2008 es va anunciar que el primer senzill del nou àlbum d'estudi del rapper Nelly seria Party People amb la col·laboració de Fergie, i en la setmana de llançament va debutar al #25 de les cançons digitals més descarregades dels EUA, i al #54 del Hot 100.
Recentment ha fet una cançó amb el cantant brasiler Sérgio Mendes anomenada The Look Of Love, que ha sigut llançada a Brasil.
Fergie també ha participat en la cançó principal de la banda sonora de la pel·lícula Sexe a Nova York, titulada Labels Or Love que serà inclosa al re-llançament de The Dutchess.